# Аравсионские соборы
Араузионские соборы (Оранжские соборы) поместные соборы галльской церкви, проходившие в Араузионе (ныне Оранж).
- Первый Араузионский собор, состоявшийся 8 ноября 441 года. В соборе участвовало 17 епископов. Председателем собора был Иларий, епископ Арелатский. Собор принял 30 правил, касающихся порядка совершения таинств (прав. 1-4; 12-17), права церковного убежища (прав. 5-6), взаимоотношений епископов разных кафедр (прав. 8-11), браков священнослужителей (прав. 22-25), положения оглашенных (прав. 18-20), епископов (прав. 21-30), диаконисc (прав. 26), вдовиц и дев (прав. 27-28). Правила Первого Араузионского собора были подтверждены решением Арелатского собора 443 года.
- Оранжский собор (529), на котором было осуждено полупелагианство.